# Paradelphomyia (Oxyrhiza) amabilis
Paradelphomyia (Oxyrhiza) amabilis is een tweevleugelige uit de familie steltmuggen (Limoniidae). De soort komt voor in het Oriëntaals gebied.